# Streetfighter

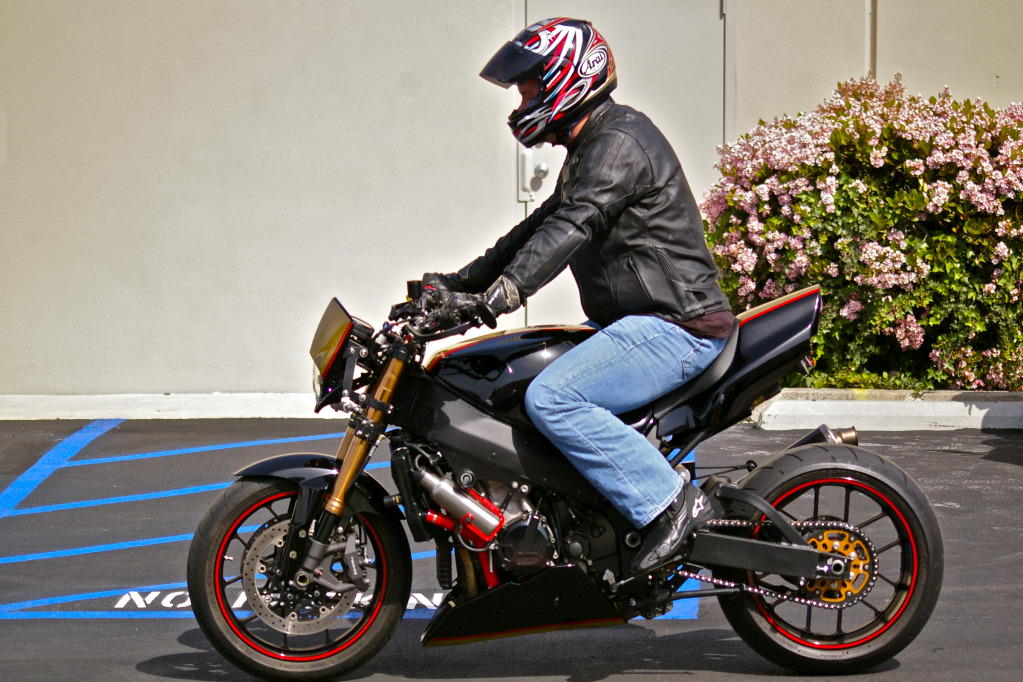
Streetfighter

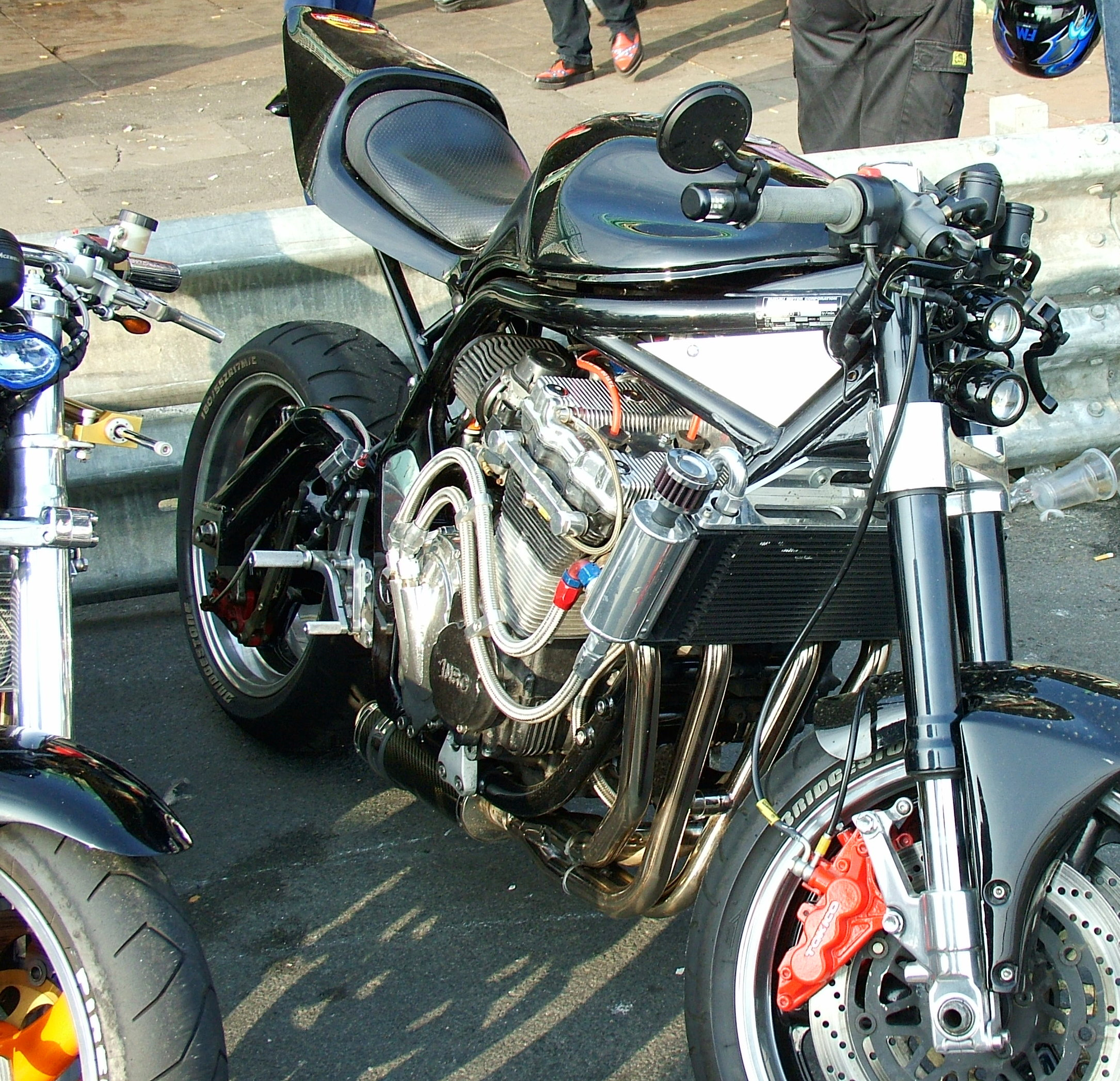
Streetfighter

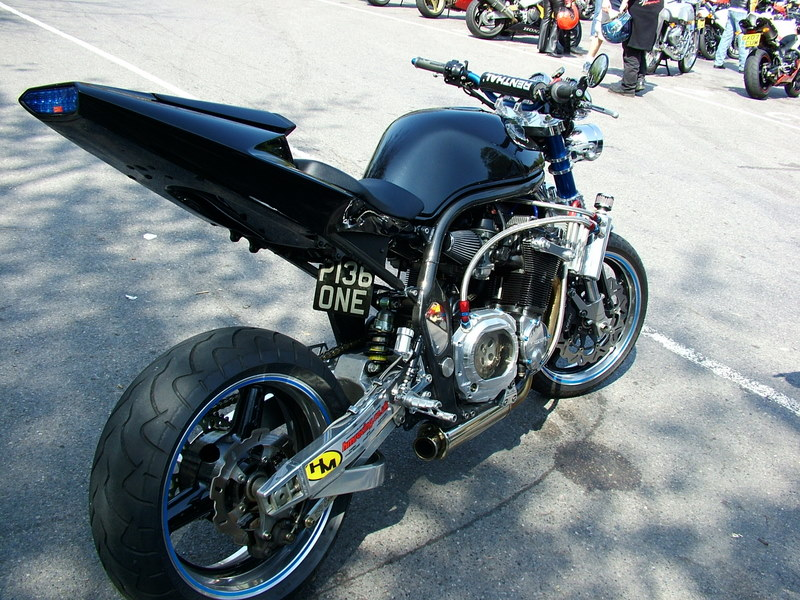
Suzuki Bandit streetfighter

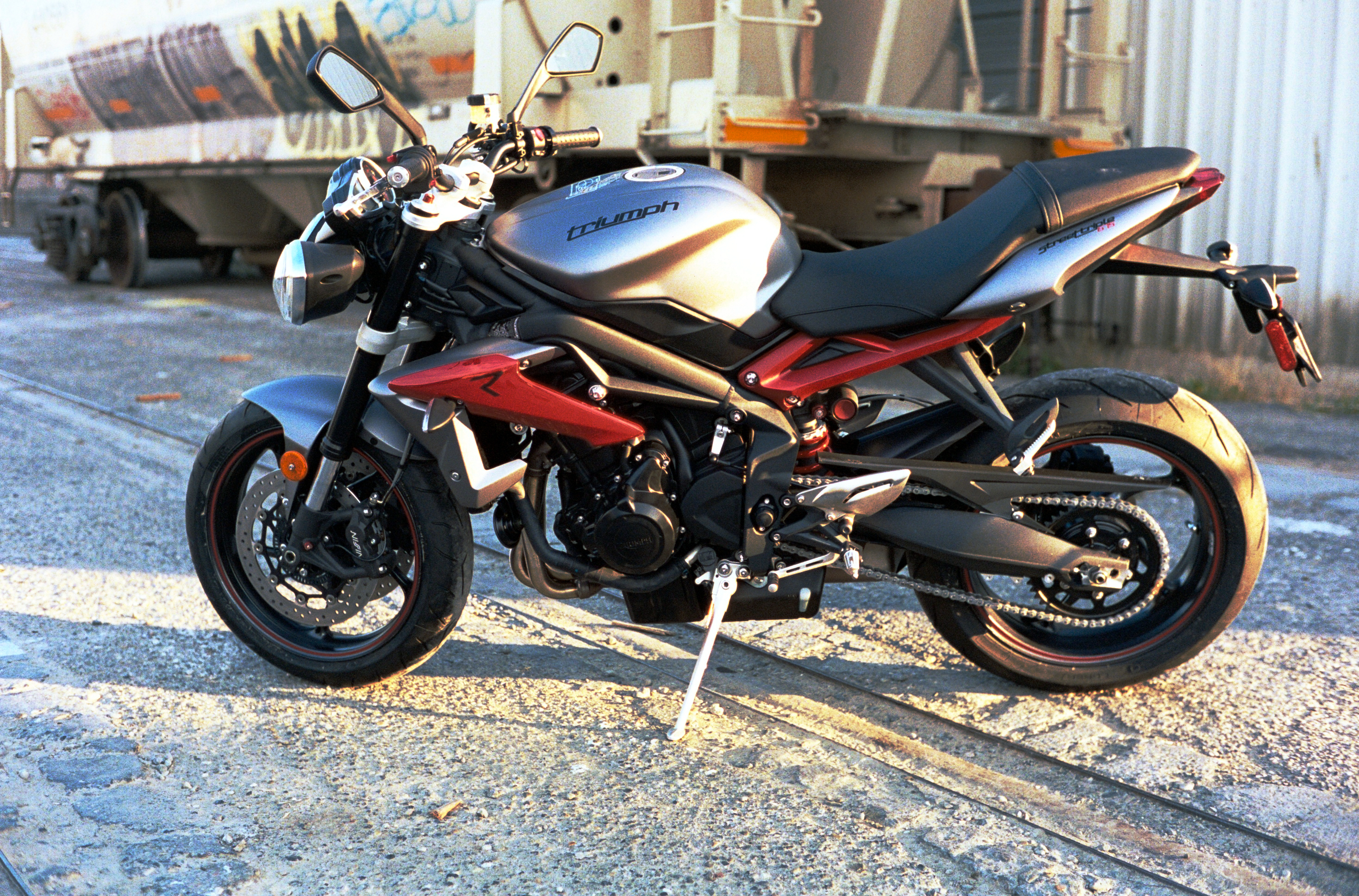
Ducati Streetfighter 2009

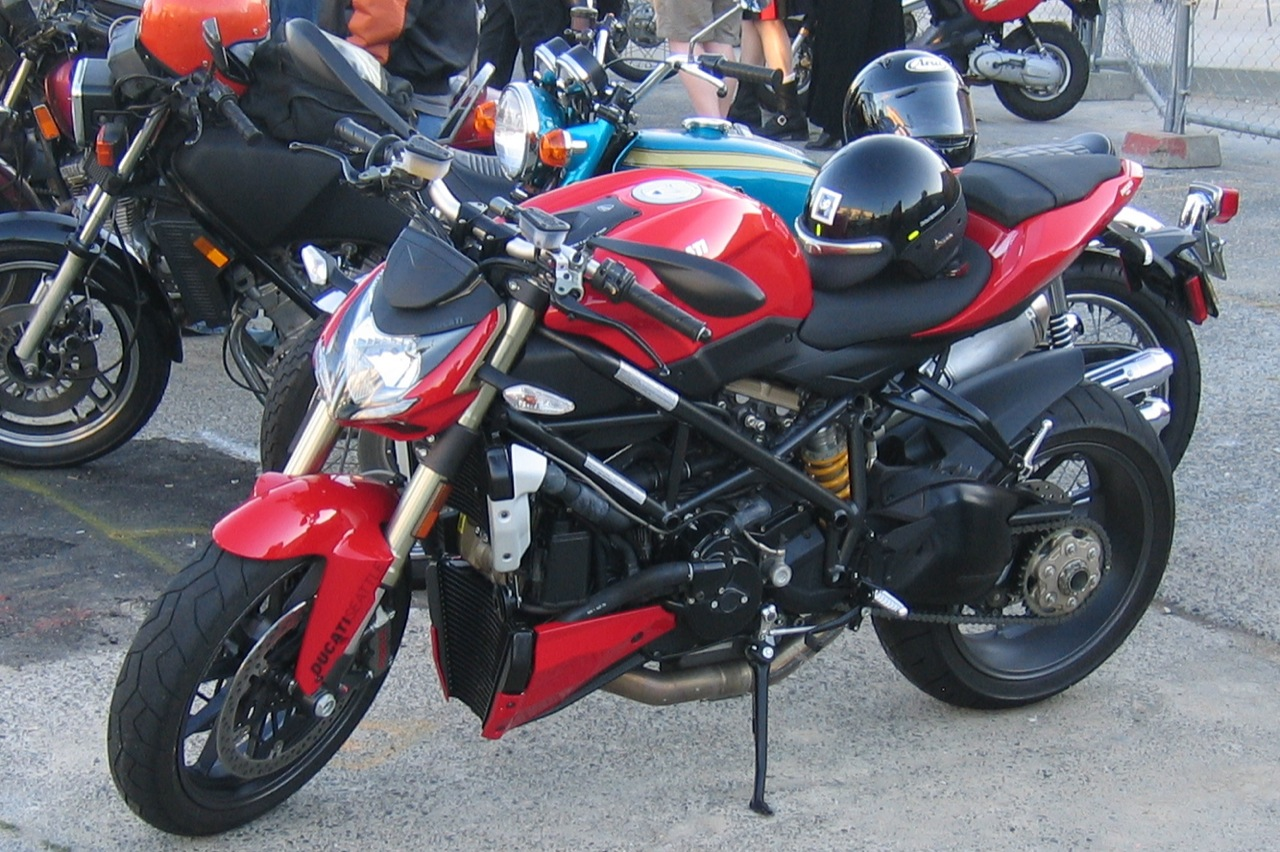
Triumph Street Triple R 2014

Streetfighter, Street – przerobiony motocykl sportowy ze zdjętymi owiewkami i innymi zmianami mającymi na celu zmianę wyglądu motocykla na bardziej agresywny.

## Charakterystyka
Oprócz zdjętych fabrycznych owiewek motocykle poddawane są wielu innym modyfikacjom jak zmiana kierownic na proste szerokie typowe dla motocykli motocrossowych, fabryczne reflektory przednie zastępowane są okrągłymi, na których często montowane są małe owiewki. Wymieniane są także elementy takie jak podnóżki, klamki, lusterka, kierunkowskazy czy prędkościomierze z reguły na elementy o minimalistycznym wyglądzie. Częstą modyfikacją typową dla streetfightera jest uniesienie siedzenia motocykla pod dużym kątem, co najczęściej wiąże się z koniecznością jego odcięcia, a zmiana taka czyni motocykl praktycznie niezdolnym do przewożenia pasażera.
Ten typ przeróbek motocykli jest najpopularniejszy wśród motocyklistów na całym świecie, a producenci odpowiedzieli na tę modę w latach 90., adaptując terminologię i konstruując swoje własne seryjne streetfightery. Przykładami takich konstrukcji są Triumph Speed Triple z 1994, Honda X11 z 1999 czy Ducati Streetfighter z 2009 roku.
Pomimo iż ten typ przeróbek ma swoje korzenie w cafe racerach z lat 50. i 60. inspirowany jest japońskimi motocyklami z lat 70. i wczesnych 80. prawdopodobnie przez młodych motocyklistów z Wielkiej Brytanii, którzy nie mogli sobie pozwolić na wymianę uszkodzonych owiewek po wypadkach. Później dodano inne reflektory, wysokie kierownice, które pomagały przy wheelies i w stuncie.

## Historia
Pierwsze wzmianki o streethighterach pojawiły się w magazynie "Bike" w 1983, kiedy redaktor Andy Sparrow narysował komiks. Zatytułował go Bloodrunners i przedstawiał motocyklistów, którzy dostarczali krew i organów do przeszczepów, jeżdżących dużymi japońskimi turbo maszynami bez żadnych dodatkowych części. Owiewki, lusterka, małe siedzenia i tylne podnóżki były usunięte dla zmniejszenia masy i poprawy możliwości.
Aktor Huggy Leaver zainspirowany tym stylem został prekursorem rat bike streetfighterów w Londynie około roku 1980.